# КК Борац Чачак
КК Борац (због спонзорских разлога Борац Моцарт), српски је кошаркашки клуб из Чачка који се такмичи у Јадранској лиги као и у Кошаркашкој лиги Србије. У Борцу су поникли Радмило Мишовић (најбољи стрелац прве лиге седамдесетих година), Драган Кићановић, Жељко Обрадовић и многи други кошаркаши који су оставили значајан кошаркашки траг на просторима српске, југословенске, европске и светске кошарке. Своје домаће утакмице игра у хали Борца крај Мораве, капацитета 4.000 места.

## Историја
По завршетку Другог светског рата наставља се рад фискултурног друштва Борац, из чијег деловања априла 1945. настаје кошаркашка селекција под истим именом. Као датум оснивања КК Борац обележава се 25. април 1945. године.
Први званични председник клуба био је Милорад Стојановић-Лале. Три месеца по оснивању клуба, Чачани су своју прву утакмицу одиграли у Крагујевцу са Црвеном Заставом, коју су добили резултатом 16:14. Званичан податак је да су дрес Борца обукла следећа једанаесторица играча: Александар Керковић, Стојан Стишовић, Андрија Тодоровић, Ђорђе Николић, Милан Николић, Слободан Новоградић, Миломир Ненадић, Миодраг Пантелић, Драгослав Николић, Добривоје Азањац и Милорад Станојевић. Битно је напоменути да у то време у нашој земљи није постојало званично такмичење у кошарци, већ се све сводило на пријатељске утакмице.
Године 1954. почиње изградња стадиона чији је пројекат дао дипл. инж. Душан Миленковић. Изградња објекта је споро текла, тако да је клуб затечен одлуком КСЈ да се пређе на такмичење у дворанама. Такав развој ситуације као да је убрзао све који су волели кошарку, па је Борац 19. јануара 1969. године коначно добио покривену дворану. У Првој савезној лиги, тада најјачој у Европи, Борац је први пут заиграо 1954. године. Успон КК Борца почиње крајем шездесетих, а најбољи резултат клуб је направио освајањем четвртог места у сезони 1972/73. Тадашњи састав са клупе је водио Лазар Лечић, а играчи који су уједно изборили пласман у европски Куп Радивоја Кораћа су: Радмило Мишовић, Предраг Катанић, Мирко Дробњак, Драган Кићановић, Мирослав Радић, Љубомир Радивојевић, Владимир Качаревић, Слободан Копривица, Предраг Стругаревић, Стеван Стругаревић, Радослав Драшовић и Предраг Ивановић.
Највеће име и легенда Кошаркашког клуба Борац је Радмило Мишовић, најбољи спортиста града Чачка у 20. веку. Играо је на позицији бека и наступао за први тим Борца пуних 20 година уз то био је и дугогодишњи капитен. Пет пута је проглашаван најбољим стрелцом Прве лиге Југославије (1968, 1969, 1971, 1972, 1974). Пет пута је наступао за репрезентацију Југославије. Након завршетка каријере био је дугогодишњи функционер клуба и председник све до 2011. године.
Још једно име се посебно истиче у Борчевој кошаркашкој историји, а то је Желимир Жељко Обрадовић, који је најтрофејнији тренер у Европи. Управо је он већи део своје успешне играчке каријере, која је претходила још успешнијој тренерској каријери, провео у Кошаркашком клубу Борац.
Године 2002. Борац је успоставио пословно-спортску сарадњу са КК ФМП из Железника која је трајала до краја сезоне 2008/09. У том периоду у Борцу су играли неколицина данашњих репрезентативаца и играча који бране боје познатих европских клубова, а који период проведен у Борцу посебно апострофирају у свом играчком развоју.
У новијој историји клуб је имао значајну улогу у српској кошарци пре свега захваљујући талентима који су сваке године стасавали у Борчевој школи кошарке, тако да Чачак представља један од највећих кошаркашких центара у земљи. Тако је Борчева школа кошарке изнедрила играче попут Уроша Трипковића, Тадије Драгићевића, Марка Мариновића, Бранка Јоровића била битна спона у каријерама Александра Рашића, Милоша Теодосића, Мирослава Радуљице, Душка Савановића, Зорана Ерцега и многих других.
Кошаркашки клуб Борац у сезони 2011/12. потписује уговор о генералном спонзорству са компанијом Моцарт спорт и мења име у КК Борац Моцарт спорт. Сарадња са генералним спонзором Моцарт спортом је настављена до краја сезоне 2013/14. Ова компанија је инвестирала велики новац у клуб и на тај начин помогла у санирању нагомиланих дуговања из претходног периода и сређивању Хале крај Мораве.

## Успеси
- 1972/73 - 4. место у Првој лиги Југославије
- 1972/73 - учесник Купа Радивоја Кораћа
- 1978/79 - учесник Купа Радивоја Кораћа
- 1992/93 - учесник у полуфиналу Купа СР Југославије.
- 2009/10 - првак регуларног дела Кошаркашке лиге Србије
- 2017/18 - првак регуларног дела Кошаркашке лиге Србије
- 2017/18 - првак регуларног дела Друге Јадранске лиге

## Учинак у претходним сезонама
| Сез.     | Ранг | Лига Србије            | Позиција  | Првенство Србије — Суперлига | Куп Србије   | Регионално такмичење              |
| -------- | ---- | ---------------------- | --------- | ---------------------------- | ------------ | --------------------------------- |
| 2008/09. | 1.   | Кошаркашка лига Србије | 2. место  | 4. место групе Б             | Четвртфинале | —                                 |
| 2009/10. | 1.   | Кошаркашка лига Србије | 1. место  | 8. место                     | —            | —                                 |
| 2010/11. | 1.   | Кошаркашка лига Србије | 11. место | —                            | —            | —                                 |
| 2011/12. | 1.   | Кошаркашка лига Србије | 9. место  | —                            | —            | —                                 |
| 2012/13. | 1.   | Кошаркашка лига Србије | 8. место  | —                            | —            | —                                 |
| 2013/14. | 1.   | Кошаркашка лига Србије | 4. место  | 8. место                     | Четвртфинале | —                                 |
| 2014/15. | 1.   | Кошаркашка лига Србије | 7. место  | —                            | —            | —                                 |
| 2015/16. | 1.   | Кошаркашка лига Србије | 2. место  | 4. место групе Б             | Четвртфинале | —                                 |
| 2016/17. | 1.   | Кошаркашка лига Србије | 2. место  | 6. место                     | —            | —                                 |
| 2017/18. | 1.   | Кошаркашка лига Србије | 1. место  | Полуфинале ПО                | Четвртфинале | Друга Јадранска лига — Полуфинале |
| 2018/19. | 1.   | Кошаркашка лига Србије | 1. место  | 3. место групе А             | Четвртфинале | Друга Јадранска лига — Полуфинале |
| 2019/20. | 1.   | Кошаркашка лига Србије | 1. место  | није одиграно                | Четвртфинале | Друга Јадранска лига (прекинуто)  |
| 2020/21. | 1.   | —                      | —         | Полуфинале ПО                | Четвртфинале | Јадранска лига — 11. место        |
| 2021/22. | 1.   | —                      | —         | Финале прелиминарне рунде    | Четвртфинале | Јадранска лига — 11. место        |
| 2022/23. | 1.   | —                      | —         | 2. место групе Б             | Четвртфинале | Јадранска лига — 13. место        |

## Познатији играчи
- Радмило Мишовић
- Драган Кићановић
- Горан Грбовић
- Жељко Обрадовић
- Јосип Фарчић
- Дејан Томашевић
- Харис Бркић
- Радисав Ћурчић
- Мирослав Радошевић
- Мијаило Грушановић
- Оливер Поповић
- Милош Теодосић
- Урош Трипковић
- Тадија Драгићевић
- Мирослав Радуљица
- Зоран Ерцег
- Драган Лабовић
- Бранко Јоровић
- Бојан Крстовић
- Марко Мариновић
- Александар Рашић
- Душко Савановић
- Бранко Цветковић
- Немања Протић